# デニス・サリヴァン

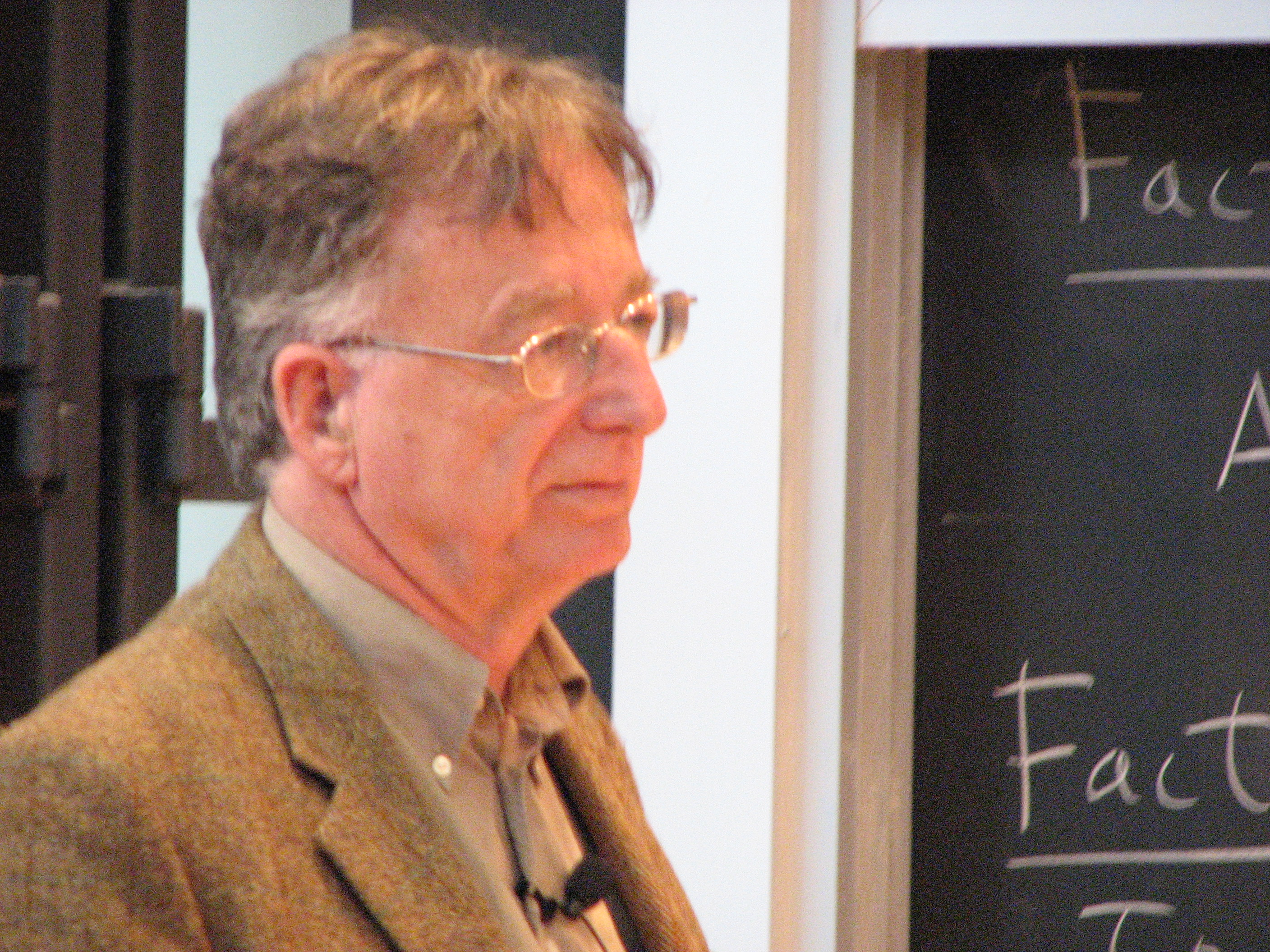
デニス・サリヴァン

デニス・サリヴァン（Dennis Sullivan、1941年2月12日 - ）は、アメリカ合衆国の数学者。

## 来歴
ミシガン州ポートヒューロンに生まれ、1963年ライス大学卒業、プリンストン大学在学中の1966年に博士号 (Ph.D.) を取得した。マサチューセッツ工科大学、パリのIHÉSを経て、現在はニューヨーク州立大学ストーニーブルック校とニューヨーク市立大学教授。専門は複素力学系、複素幾何学。
"サリヴァンの辞書"は、複素力学系とクライン群の類似に関する辞書で複素力学系における哲学的役割を果たしている。differential graded algebraを用いた有理ホモトピー論を構築しアダムズ予想を解決した。Sullivan lamination。多様体上のHauptvermutungの証明した大定理。Kahler多様体のループ空間上のコホモロジーの決定。自由ループ空間のホモロジー積の理論。Patterson-Sullivan測度の理論。String topology。Rodin-Sullivanの定理。Teichmuller空間におけるMcMullen-Sullivan理論によって超強力な一般化を行なった。

## 受賞
- ヴェブレン賞（1971年）
- キング・ファイサル国際賞科学部門（1994年）
- アメリカ国家科学賞（2004年）
- スティール賞（2006年）
- ウルフ賞数学部門（2010年）
- バルザン賞（2014年）
- アーベル賞（2022年）